# Jaan Tätte

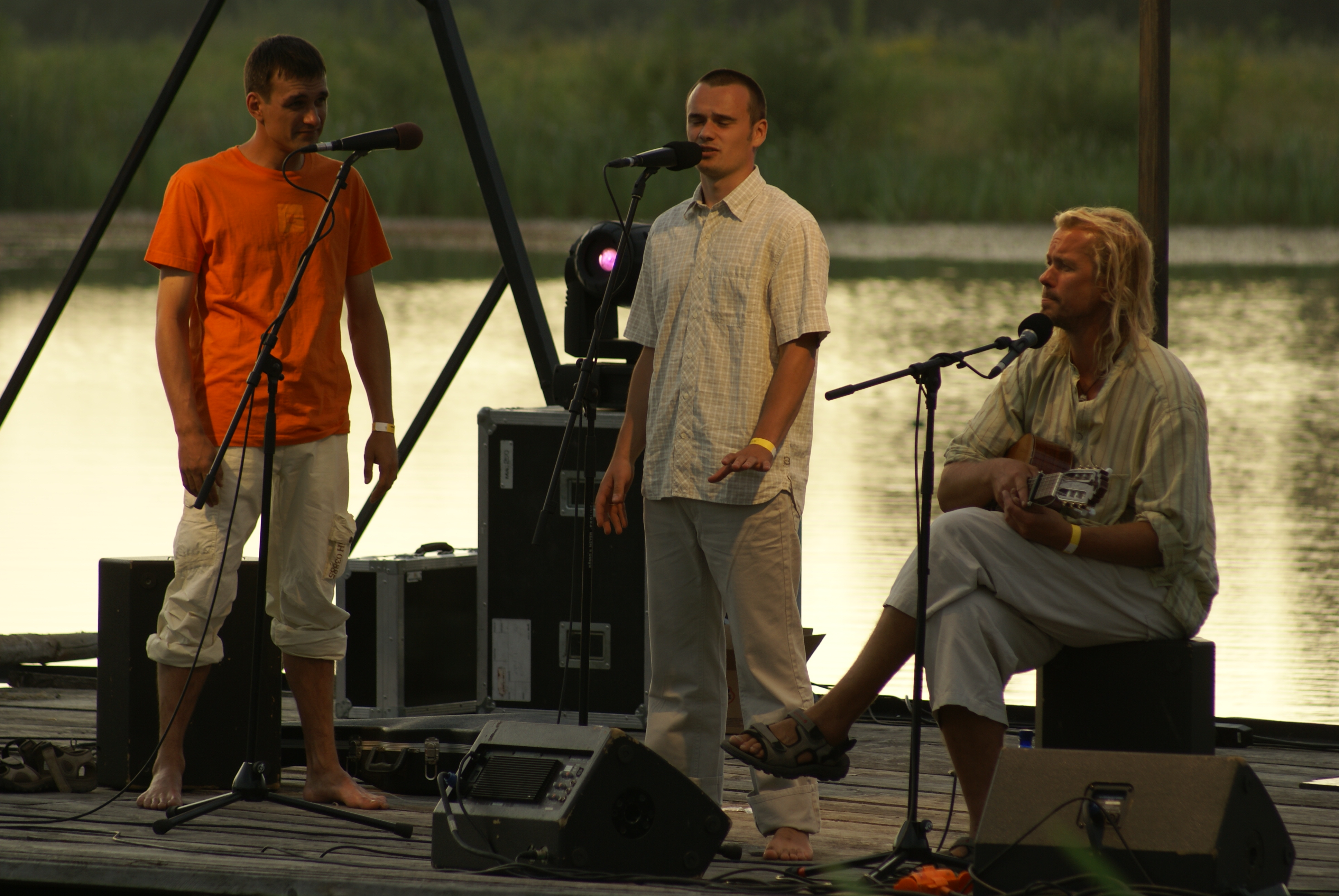
Jaan Tätte, rechts (2007)

Jaan Tätte (* 24. März 1964 in Viljandi) ist ein estnischer Dramatiker, Dichter, Schauspieler und Sänger.

## Leben
Tätte machte 1982 in Viljandi Abitur und studierte von 1982 bis 1984 Biologie an der Universität Tartu. Danach absolvierte er von 1985 bis 1986 eine Ausbildung als Regisseur am Pädagogischen Institut Tallinn (heute Universität Tallinn), der von 1986 bis 1990 ein Schauspielstudium folgte. Seit 1990 ist er Ensemblemitglied des Tallinner Linnateater. Seit 2003 ist er am selben Theater als Dramatiker angestellt. Außerdem wirkte er in mehreren Filmen mit.

## Literarisches Werk
Ende der 1990er Jahre begann Tätte, Theaterstücke zu schreiben, die ihn über die Grenzen Estlands hinaus bekannt machen sollten. Gleich sein erstes Stück „Ristumine peateega“ (Bungee Jumping) wurde ein großer Erfolg. Es folgten im Jahre 2000 „Sild“ (Die Brücke), das 2002 in Stuttgart seine deutschsprachige Erstaufführung erlebte, 2001 „Palju õnne argipäevaks!“ (Fasten Seat Belts oder Viel Glück zum Alltag, auf Deutsch erstmals in Rostock 2005) sowie 2005 „Meeletu“ (Elchtest, auf Deutsch erstmals in Wiesbaden 2006). Sein Stück „Kaev“ hatte im Juni 2006 in Tallinn seine Uraufführung.
Seit 2004 tritt Tätte zudem als Sänger in Erscheinung, von dem gemeinsam mit Marko Matvere zwei CDs erschienen. Er ist verheiratet und hat zwei Kinder.

## Auszeichnungen
- 1996 Stipendium des Estnischen Kulturkapitals
- 1997 Zweiter Preis der Schauspielwettberwerbs der Estnischen Theateragentur
- 1997 Kulturpreis „Großer Wagen“ für die besten Liedtexte
- 1999 Kulturpreis „Großer Wagen“ für das beste Drama
- 2004 Orden des weißen Sterns V. Klasse
- 2001 Zweiter Preis der Schauspielwettberwerbs der Estnischen Theateragentur
- 2002 Jahrespreis der Estnischen Theateragentur
- 2002: Literaturpreis der Baltischen Versammlung
- 2010 Jahrespreis der Estnischen Musik

## Bibliographie

### Publikationen auf Estnisch
- Laulud ('Lieder'). s. l.: Tänapäev 2002. 87 S.
- Näidendid ('Schauspiele'). Tallinn: Tallinna Linnateater 2002. 239 S.[2]
- Näidendid II ('Schauspiele'). Tallinn: Tallinna Linnateater 2008. 189 S.

### Übersetzungen
- Bungee-Jumping. Aus dem Estnischen von Irja Grönholm. Berlin: henschel SCHAUSPIEL Theaterverlag 1999. 65 S. (unverkäufliches Manuskript), Auszug in: Estonia 1/2001, S. 14–23.
- Die Brücke. Schauspiel in zwei Akten. Aus dem Estnischen von Irja Grönholm. Berlin: henschel SCHAUSPIEL Theaterverlag 2001. 75 S. (unverkäufliches Manuskript), komplett abgedruckt in: Theater der Zeit 9/2002, S. 53–76.
- Fasten Seat Belts oder Viel Glück zum Alltag! Aus dem Estnischen von Irja Grönholm. Berlin: henschel SCHAUSPIEL Theaterverlag 2003. 73 S.
- Plays. (The Highway Crossing or A Tale of a Golden Fish – The Bridge – Happy Everyday!). Transl. by Krista Kaer and Triin Sinissaar. Ed. by Arthur Kincaid and Deirdre Barber. Tallinn: Tallinn City Theatre 2003. 216 S.
- Elchtest. Aus dem Estnischen von Irja Grönholm. Berlin: henschel SCHAUSPIEL Theaterverlag 2006.
- Der Brunnen. Aus dem Estnischen von Irja Grönholm. Berlin: henschel SCHAUSPIEL Theaterverlag Berlin 2007.

## Rezeption in Deutschland
Das erste Stück von Tätte kam am 21. Januar 2000 unter dem Titel Bungee-Jumping auf Deutsch im Stadttheater Würzburg auf die Bühne und wurde danach noch über dreißig Mal auf deutschsprachigen Bühnen inszeniert. Es folgten bald weitere Stücke des Autors, der es insgesamt auf fünf Übersetzungen brachte. Damit hatte er eine vergleichsweise große Verbreitung erreicht, wie sie zuvor noch keinem estnischen Bühnenautor gelungen war.